# Жофія Губачі
Жофія Губачі (угор. Zsófia Gubacsi; нар. 6 квітня 1981) — колишня угорська тенісистка.
Найвищу одиночну позицію світового рейтингу — 76 місце досягла 29 квітня 2002, парну — 93 місце — 27 січня 2003 року.
Здобула 1 одиночний та 1 парний титул.
Найвищим досягненням на турнірах Великого шолома було 3 коло в одиночному розряді.
Завершила кар'єру 2007 року.

## Фінали турнірів WTA

### Одиночний розряд:1 перемога
| Легенда                 |
| ----------------------- |
| Турніри Великого шолома |
| Tier I (0–0)            |
| Tier II (0–0)           |
| Tier III, IV & V (1–0)  |

| Результат | Ранг | Дата | Турнір                                  | Покриття | Суперниця           | Рахунок            |
| --------- | ---- | ---- | --------------------------------------- | -------- | ------------------- | ------------------ |
| Перемога  | 1.   | 2001 | Гран-прі принцеси Лалли Мер'єм, Марокко | Ґрунт    | Марія Елена Камерін | 1–6, 6–3, 7–6(7–5) |

### Парний розряд: 3 (1–2)
| Легенда                 |
| ----------------------- |
| Турніри Великого шолома |
| Tier I (0–0)            |
| Tier II (0–0)           |
| Tier III, IV & V (1–2)  |

| Результат | Ранг | Дата     | Турнір                        | Покриття | Партнерка     | Суперниці                         | Рахунок       |
| --------- | ---- | -------- | ----------------------------- | -------- | ------------- | --------------------------------- | ------------- |
| Поразка   | 1.   | 2001     | Budapest Grand Prix, Угорщина | Ґрунт    | Драгана Зарич | Жанетта Гусарова Татьяна Гарбін   | 1–6, 3–6      |
| Перемога  | 1.   | 2002     | Estoril Open, Португалія      | Ґрунт    | Олена Бовіна  | Барбара Ріттнер Марія Венто-Кабчі | 6–3, 6–1      |
| Поразка   | 2.   | Кві 2002 | Budapest Grand Prix, Угорщина | Ґрунт    | Олена Бовіна  | Кетрін Берклей Емілі Луа          | 4–6, 6–3, 6–3 |

## Фінали ITF
| Легенда          |
| ---------------- |
| турніри $100,000 |
| турніри $75,000  |
| турніри $50,000  |
| турніри $25,000  |
| турніри $10,000  |

### Одиночний розряд: 15 (6–9)
| Результат | Ранг | Дата              | Турнір                        | Покриття | Суперниця                  | Рахунок          |
| --------- | ---- | ----------------- | ----------------------------- | -------- | -------------------------- | ---------------- |
| Перемога  | 1.   | 5 жовтня 1998     | ITF Монтевідео, Уругвай       | Ґрунт    | Кларіса Фернандес          | 0–6, 6–3, 6–4    |
| Поразка   | 2.   | 18 жовтня 1998    | ITF Асунсьйон, Парагвай       | Ґрунт    | Ларісса Шерер              | 1–6, 4–6         |
| Перемога  | 3.   | 16 листопада 1998 | ITF Лос-Мочіс, Мексика        | Тверде   | Станіслава Грозенська      | 6–3, 2–6, 7–6(6) |
| Перемога  | 4.   | 23 листопада 1998 | ITF Кульякан, Мексика         | Тверде   | Аліенор Трісеррі           | 6–0, ret.        |
| Поразка   | 5.   | 27 липня 1999     | ITF Горб, Німеччина           | Ґрунт    | Анна Фелденьї              | 3–6, 0–6         |
| Поразка   | 6.   | 23 серпня 1999    | ITF Бухарест, Румунія         | Ґрунт    | Лібуше Прушова             | 1–6, 1–6         |
| Поразка   | 7.   | 15 травня 2000    | ITF Единбург, Велика Британія | Ґрунт    | Марія Хосе Мартінес Санчес | 2–6, 3–6         |
| Поразка   | 8.   | 31 липня 2000     | ITF Альгеро, Італія           | Тверде   | Франческа Любіані          | 1–6, 0–6         |
| Перемога  | 9.   | 13 серпня 2000    | ITF Ріміні, Італія            | Ґрунт    | Марет Ані                  | 6–2, 6–2         |
| Перемога  | 10.  | 10 вересня 2000   | ITF Бухарест, Румунія         | Ґрунт    | Антоанета Пандєрова        | 6–3, 6–4         |
| Перемога  | 11.  | 14 травня 2001    | ITF Единбург, Велика Британія | Ґрунт    | Зіна Шрайбер               | 6–4, 6–4         |
| Поразка   | 12.  | 21 липня 2002     | ITF Ле-Контамін, Франція      | Тверде   | Стефані Ріцці              | 6–0, 5–7, 4–6    |
| Поразка   | 13.  | 28 вересня 2003   | ITF Б'єлла, Італія            | Ґрунт    | Генрієта Надьова           | 3–6, 1–6         |
| Поразка   | 14.  | 5 грудня 2004     | ITF Раанана, Ізраїль          | Тверде   | Шахар Пеєр                 | 2–6, 1–6         |
| Поразка   | 15.  | 2 квітня 2006     | ITF Поса-Ріка, Мексика        | Тверде   | Кіра Надь                  | 4–6, 2–6         |

### Парний розряд: 19 (8–11)
| Результат | Ранг | Дата              | Турнір                       | Покриття   | Партнерка              | Суперниці                                      | Рахунок          |
| --------- | ---- | ----------------- | ---------------------------- | ---------- | ---------------------- | ---------------------------------------------- | ---------------- |
| Перемога  | 1.   | 5 жовтня 1998     | ITF Монтевідео, Уругвай      | Тверде     | Маріана Лопес Паласіос | Жоана Кортез Еуженія Мая                       | 3–6, 6–3, 6–4    |
| Поразка   | 2.   | 12 жовтня 1998    | ITF Асунсьйон, Парагвай      | Ґрунт      | Аліенор Трісеррі       | Лаура Берналь Ларісса Шерер                    | 6–3, 6–7(3), 4–6 |
| Перемога  | 3.   | 16 листопада 1998 | ITF Лос-Мочіс, Мексика       | Тверде     | Аліенор Трісеррі       | Мелоді Фалько Паола Паленсія                   | 6–1, 6–2         |
| Поразка   | 4.   | 23 листопада 1998 | ITF Кульякан, Мексика        | Ґрунт      | Аліенор Трісеррі       | Рената Колбовіч Аліна Жидкова                  | 3–6, 2–6         |
| Поразка   | 5.   | 24 квітня 2000    | ITF Борнмут, Велика Британія | Ґрунт      | Ганна Коллін           | Селіма Сфар Лорна Вудрофф                      | 1–6, 0–6         |
| Поразка   | 6.   | 1 травня 2000     | ITF Гатфілд, Велика Британія | Ґрунт      | Ясмін Вер              | Селіма Сфар Джоан Ворд                         | 6–7(6), 2–6      |
| Поразка   | 7.   | 13 серпня 2000    | ITF Ріміні, Італія           | Тверде     | Ніколь Ремі            | Марет Ані Маргіт Рюйтель                       | 6–3, 3–6, 5–7    |
| Поразка   | 8.   | 12 травня 2003    | ITF Бромма, Швеція           | Ґрунт      | Мелінда Цінк           | Хісела Дулко Марія Емілія Салерні              | 4–6, 3–6         |
| Перемога  | 9.   | 9 червня 2003     | ITF Вадуц, Ліхтенштейн       | Ґрунт      | Зузана Гейдова         | Петра Цетковська Яна Главачкова                | 6–4, 6–4         |
| Перемога  | 10.  | 12 жовтня 2003    | ITF Дубай, ОАЕ               | Тверде     | Кіра Надь              | Флавія Пеннетта Адріана Серра-Дзанетті         | 2–6, 6–2, 6–2    |
| Поразка   | 11.  | 9 лютого 2004     | ITF Варшава, Польща          | Тверде (i) | Кіра Надь              | Клаудія Янс-Ігначик Аліція Росольська          | 4–6, 3–6         |
| Поразка   | 12.  | 22 березня 2004   | ITF Афіни, Греція            | Тверде     | Кіра Надь              | Ліга Декмеєре Мартіна Мюллер                   | 2–6, 6–1, 4–6    |
| Перемога  | 13.  | 5 липня 2004      | ITF Кунео, Італія            | Ґрунт      | Едіна Галловіц-Халл    | Ева Грдінова Сандра Заглавова                  | 7–5, 6–3         |
| Перемога  | 14.  | 7 серпня 2005     | ITF Мартіна-Франка, Італія   | Ґрунт      | Марія Коритцева        | Лурдес Домінгес Ліно Кончіта Мартінес Гранадос | 6–1, 6–3         |
| Поразка   | 15.  | 11 вересня 2005   | ITF Денен, Франція           | Ґрунт      | Марія Коритцева        | Луціє Градецька Владіміра Угліржова            | 0–6, 5–7         |
| Поразка   | 16.  | 16 жовтня 2005    | ITF Жуе-ле-Тур, Франція      | Тверде (i) | Дар'я Кустова          | Єлена Костанич-Тошич Матея Межак               | 4–6, 4–6         |
| Перемога  | 17.  | 30 жовтня 2005    | ITF Стамбул, Туреччина       | Тверде     | Марія Коритцева        | Агнешка Радванська Уршуля Радванська           | 6–3, 6–3         |
| Поразка   | 18.  | 28 березня 2006   | ITF Поса-Ріка, Мексика       | Тверде     | Кіра Надь              | Рената Ворачова Матея Межак                    | 2–6, 0–1 ret.    |
| Перемога  | 19.  | 15 квітня 2006    | ITF Сан-Луїс-Потосі, Мексика | Ґрунт      | Матея Межак            | Жоана Кортез Марія Хосе Мартінес Санчес        | 4–6, 6–4, 6–4    |